# Къ
Къ, къ — кириллический диграф, используемый в ряде языков Северного Кавказа.

## Использование
Используется в абазинском, аварском, агульском, адыгейском, даргинском, ингушском, кабардино-черкесском, карачаево-балкарском, крымскотатарском, кумыкском, лакском, лезгинском, осетинском, рутульском, табасаранском, цахурском и чеченском языках.
В казахском диграф использовался в системе практической транскрипции «казновица» для передачи буквы Қ.
Во всех языках диграф обозначает звук [q] или [q’], кроме осетинского, где им передается звук [k’].